# Cupa
Cupa – rodzaj pająka z rodziny ukośnikowatych, opisany po raz pierwszy przez Stranda w 1906 roku. Obejmuje 3 gatunki, występujące jedynie w Azji (Japonia, Chiny i Filipiny). Gatunkiem typowym jest japoński C. typica.

## Gatunki
- Cupa gongi Song & Kim, 1992 (Chiny)
- Cupa kalawitana Barrion & Litsinger, 1995 (Filipiny)
- Cupa typica Bösenberg & Strand, 1906 (Japonia)